# Jonathan Duhamel
Jonathan Duhamel (Boucherville, 24 de agosto de 1987), é um jogador de pôquer profissional e campeão do evento principal da Série Mundial de Pôquer em 2010.

## Biografia

### Início
Filho de uma bancária e um engenheiro, Duhamel começou a jogar pôquer com os amigos casualmente com 15 anos. Estudava Administração Financeira na Universidade de Quebec em Montreal e teve uma série de empregos antes de, aos 19 anos, decidir abandonar a  universidade para se concentrar no pôquer e iniciar sua carreira como jogador profissional.
Duhamel iniciou sua carreira profissional através da leitura de livros de como jogar pôquer e da abertura de uma conta de pôquer on line no valor de US$ 100,00, onde iniciou jogando em mesas de US$ 5,00 com custo de US$ 0,02 por mão jogada. Seus jogos foram financiados através de trabalho em turnos que ele realizava em fábricas, em poucos meses ele tinha depositado em sua conta dinheiro suficiente para pagar por viagens para competir em torneios ao vivo.
Iniciando apenas como um jogador de mesas à dinheiro, sua participação em torneios começou de forma modesta, com a participação em uma série de pequenos eventos nos Estados Unidos. Ficou publicamente conhecido quando esteve perto de chegar à Mesa Final de um dos eventos da European Poker Tour, terminando na 10ª colocação no evento de Praga em 2008. Dezoito meses depois ele alcançaria sua maior conquista na Série Mundial de Pôquer.

### Série Mundial de Pôquer 2010
Jonathan qualificou-se para disputar o evento principal da Série Mundial de Pôquer através do sítio de pôquer on line Poker Stars , mas sua participação no torneio iniciou jogando em outros 2 eventos antes do evento principal. No evento Six-Handed No-Limit Hold'em com preço de inscrição de US$ 1.500,00 conquistou um pequeno prêmio, em sua segunda participação, no evento No-Limit Hold'em, com custo de inscrição de US$ 2.500,00 classificou-se entre os 15 primeiros colocados. Os prêmios que ele ganhou nestas duas participações somam US$ 43.000,00.
O evento principal da Série Mundial de Pôquer de 2010, contava com a participação de 7.319 jogadores. Após as sucessivas eliminações dos jogadores, restaram apenas nove para a disputa da mesa final, dos quais Jonathan era o líder com o maior número de fichas em jogo. Em Novembro o jogo da mesa final recomeçou e a sua pilha de fichas sofreu algumas baixas, mas Jonathan conseguiu sempre recuperar-se delas e acabou por encerrar o torneio com o título de campeão mundial de pôquer, após derrotar o americano John Racener, conquistando o bracelete de ouro, troféu dado aos campeões do torneio, além do prêmio em dinheiro de US$ 8.944.310,00.
Duhamel e Racener disputaram 43 mãos em uma disputa que durou duas horas. Na última jogada, Duhamel apostou todas as suas fichas com A♠J♥ e Racener pagou a aposta com K♦8♦. O crupiê virou as cartas 4♣4♦9♠6♣5♣, ninguém fez par, então o Ás de Duhamel foi o suficiente para garantir a ele a mão e o campeonato.
Após a conquista do prêmio de campeão mundial de pôquer, Duhamel doou parte do dinheiro que ganhou para uma ação de caridade organizada pelo seu time favorito de hóquei, os Montreal Canadiens. Jonathan está entre os mais jovens campeões da série mundial de pôquer de todos os tempos e foi o primeiro jogador canadense a conquistar este título. Com a conquista da Série Mundial de Pôquer, Duhamel tornou-se o sexto não-americano a ganhar a competição, igualando-se ao britânico Mansour Matloubi campeão em 1990, Noel Furlong irlandês que sagrou-se campeão em 1999, ao espanhol Carlos Mortensen campeão em 2001, ao australiano Joe Hachem campeão em 2005 e a Peter Eastgate dinamarquês campeão em 2008.

### Poker Stars Pro
Em janeiro de 2011 Jonathan foi apresentado como um dos novos membros do Team Poker Stars Pro passando a representar a marca do sítio de pôquer on line Poker Stars, nos torneios em que disputa.

### European Poker Tour
Meses após sua vitória na Série Mundial de Pôquer, Jonathan obteve outro resultado relevante jogando na European Poker Tour. Em fevereiro de 2011, ele foi o campeão do evento High Roller da etapa de Deauville. Para conquistar o prêmio Jonathan derrotou o francês Alain Confino, o torneio teve preço de inscrição de € 10.000,00 e contou com a participação de 58 jogadores. Esta vitória rendeu a Duhamel um prêmio em dinheiro no valor de € 203.332,00.

## Braceletes na Série Mundial de Pôquer
| Ano  | Preço de Inscrição (Buy-In) | Evento                              | Prêmio (US$)    |
| ---- | --------------------------- | ----------------------------------- | --------------- |
| 2010 | $10,000                     | No Limit Hold'em World Championship | US$8.944.310,00 |